# Калакуцкий, Александр Вениаминович
Александр Вениаминович Калакуцкий (1835—1893) — генерал-майор, герой русско-турецкой войны 1877—1878 годов.

## Биография
Родился 23 ноября 1835 года.
Образование получил в Дворянском полку, откуда выпущен 17 июня 1854 года прапорщиком в артиллерию. Служил на Кавказе, и вплоть до окончательного замирения Кавказа в 1866 году непрерывно находился в походах против горцев. За это время он получил несколько орденов и чины подпоручика (23 сентября 1856 года), поручика (26 августа 1856 года), штабс-капитана (28 ноября 1861 года) и капитана (1 сентября 1865 года).
17 августа 1870 года Калакуцкий был назначен командиром 4-й батареи Кавказской гренадерской артиллерийской бригады и вскоре, 5 декабря, произведён в подполковники.
В 1877—1878 годах он принимал участие в кампании против турок на Кавказе. 9 ноября 1877 года за боевое отличие был произведён в полковники и 1 января 1878 года за Авлияр-Аладжинское сражение был награждён орденом св. Георгия 4-й степени.
Действуя 3-го октября, с своей батареей на самом близком расстоянии от сильно укреплённого Авлиара, он метким огнёмъ поражал неприятеля и тем подготовил общую атаку, увенчавшуюся полным успехом.
Также 14 марта 1878 года ему была пожалована золотая сабля с надписью «За храбрость». В этой войне он был контужен.
7 мая 1882 года Калакуцкий был зачислен по артиллерии Кавказского военного округа без должности и 28 мая следующего года зачислен в запас.
10 марта 1885 года Калакуцкий вернулся к строевой службе, был зачислен по армейской пехоте и назначен командиром 23-го пехотного Низовского полка. 19 октября 1892 года, с производством в генерал-майоры, назначен командиром 2-й бригады 2-й пехотной дивизии.
Скоропостижно скончался в начале 1893 года, из списков исключён 22 января.
Его брат Николай был главным инженером Обуховского завода и известным металловедом.

## Награды
Среди прочих наград Калакуцкий имел ордена:
- Орден Святой Анны 4-й степени (1859 год)
- Орден Святого Станислава 3-й степени с мечами и бантом (1859 год)
- Орден Святой Анны 3-й степени с мечами и бантом (1861 год)
- Орден Святого Станислава 2-й степени с мечами (1868 год, императорская корона к этому ордену пожалована в 1871 году)
- Орден Святого Георгия 4-й степени (1878 год)
- Золотая сабля с надписью «За храбрость» (14 марта 1878 года)
- Орден Святой Анны 2-й степени с мечами (1878 год)
- Орден Святого Владимира 4-й степени с бантом (1878 год, за беспорочную выслугу 25 лет в офицерских чинах)